# 琅南塔
20°57′N 101°24′E / 20.950°N 101.400°E

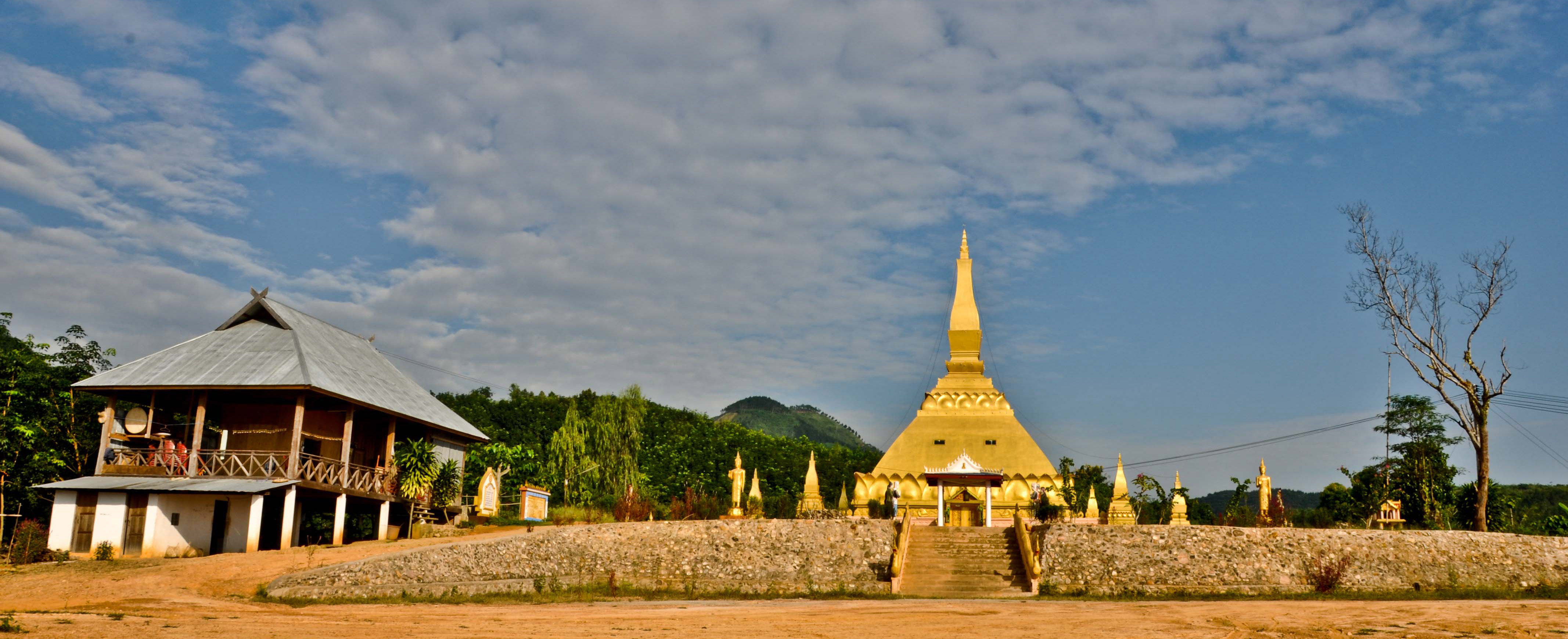

琅南塔是老撾琅南塔省省會，位於該國北部，每年平均降雨量1,623毫米。該城市是熱門的旅遊地點，2004年人口約3,500，居民主要信奉佛教。

## 外部連結
- Ethnic diversity in Luang Namtha  - Laos （页面存档备份，存于）
- Facebook photo gallery